# Parapapà (album)
Parapapà è l'unico album in studio del cantautore italiano Enrico Riccardi, pubblicato nel 1980 dalla RCA Italiana.

## Tracce
Lato A
1. Hawai Hawai
2. Tandem
3. Marlene Dietrich
4. Sospiro d'amore
5. Il pistolino

Lato B
1. Napoli
2. Che bestia
3. Giro di blues
4. Ma che bontà
5. La televisione

## Formazione
- Enrico Riccardi – voce, tastiera, pianoforte, sintetizzatore
- Aldo Banfi – tastiera, sintetizzatore
- Paolo Donnarumma – basso
- Walter Scebran – batteria
- Claudio Bazzari – chitarra
- Mario Lamberti – percussioni
- Baba Yaga, I Piccoli Cantori di Milano – cori